# Ibicuí
Ibicuí é um município brasileiro do estado da Bahia.

## Topônimo
"Ibicuí" é um termo de origem tupi que significa "água do pó da terra", através da junção dos termos yby ("terra"), ku'i ("pó") e  'y  ("água").

## História
Riacho de areia era o nome das terras pertencentes ao município de Poções. Os índios pataxós e camacãs foram os primeiros habitantes daquela região e em 1782 foram expulsos de suas terras pela tropa do Sargento Raimundo Gonçalves da Costa.
O município de Ibicuí esteve em 1913 envolvido por mata fechada habitada por indígenas. Em 1967 Francisco Ferreira de Almeida fundou a primeira casa, na rua conhecida popularmente como Rua apertada ( atualmente 12 de dezembro).
Marcelino Silva Novo e José Veiga com suas famílias vindas das Caatingas de Poções  chegaram as terras ibicuienses e se instalaram  nas zonas do Rio Novo e Riacho de Areia, onde aconteceu os primeiros focos de desmatamentos e início da formação  de pasto e lavoura de mandioca, feijão, milho e café  foram cultivadas.
Em 12 de outubro de 1920, foi celebrado a primeira missa no Rio Novo pelo Padre Pithon, na fazenda do Sr. Jezuino Vieira Lima 1916.

## Turismo

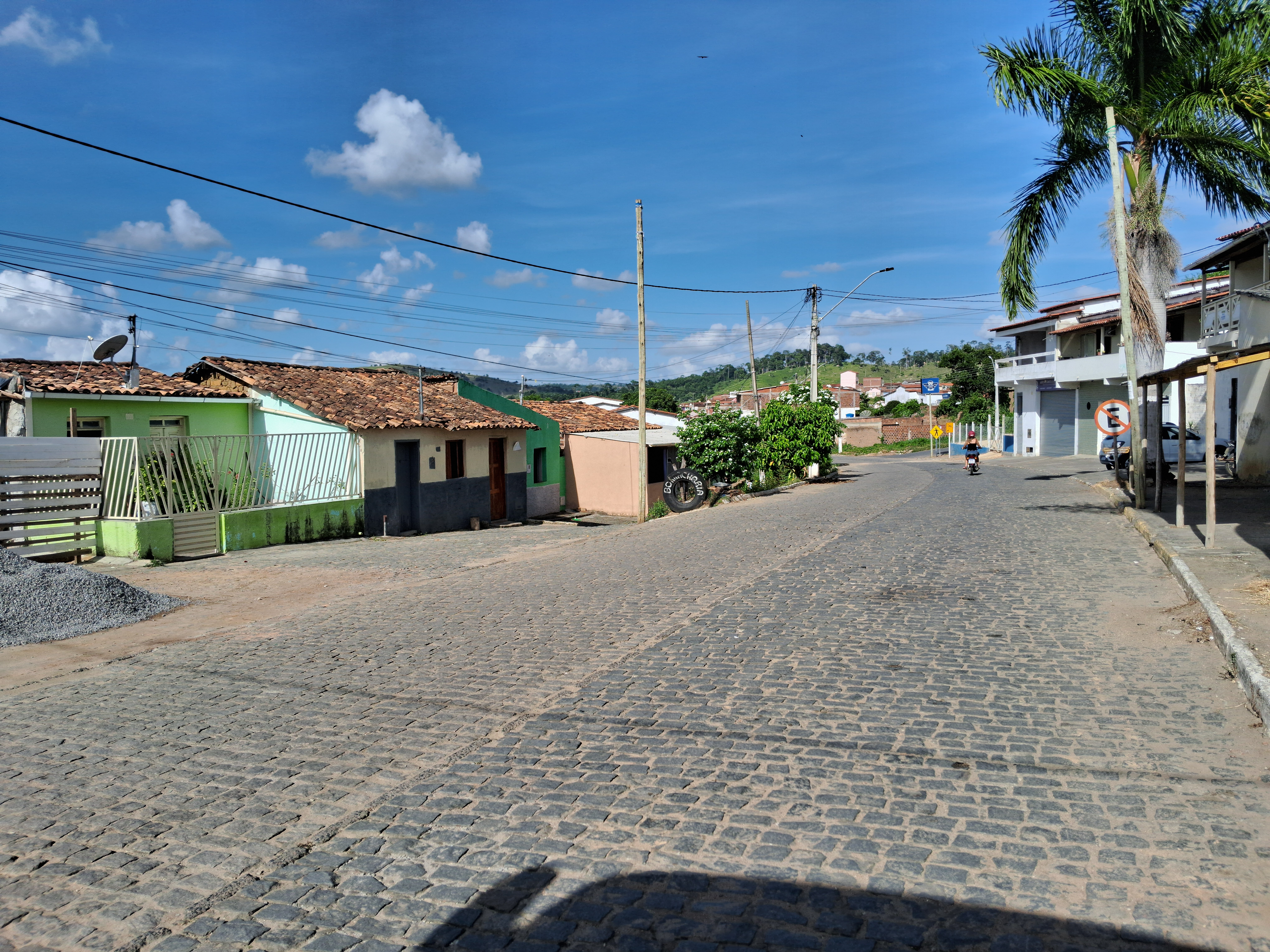
R. Juraci Magalhães, Ibicuí

Durante todo o ano, a cidade se prepara para as festividades juninas que incrementam a economia local. No mês de junho o município recebe turistas de vários estados do Brasil.
A festa de São João de Ibicuí se destaca por atrair cada vez mais turistas ao decorrer das décadas. O município é conhecido como pioneiro em festas juninas fechadas, com destaque para o Tico Mia, criado em 1987 e influencia outras festas de Ibicuí e outros municípios do interior da Bahia.
Em 2008 o governo do Estado da Bahia criou, através da Secretaria de Cultura e Turismo e Bahiatursa, o projeto São João da Bahia que conta com a participação de Ibicuí. O objetivo do projeto é fomentar o turismo através de apoio, divulgação e financiamento das festas juninas em municípios baianos.
O desenvolvimento da atividade turística em Ibicuí ocorre desde a década de 90, antes do município ingressar no projeto São João da Bahia. Desde desse período, as festividades juninas em Ibicuí já  fomentavam a economia local através do comércio e ao aluguel de casas e também influenciaram nos elementos identitários da festa de São João, compartilhados pela comunidade desde a época em que o município era um distrito.